# Callicore
Callicore es un género de lepidópteros de la familia Nymphalidae. Es originario de los Neotrópicos.

## Especies
- Callicore aegina (C. & R. Felder, 1861).
- Callicore aphidna (Hewitson).
- Callicore aretas Hewitson .
- Callicore arirambae (Salvin, 1869).
- Callicore astarte (Cramer, 1779).
- Callicore atacama (Hewitson, 1852).
- Callicore aurelia
- Callicore brome (Doyère, 1840).
- Callicore casta (Salvin, 1869).
- Callicore codomannus (Fabricius).
- Callicore coruscans Röber.
- Callicore cyclops Staudinger.
- Callicore cynosura (Doubleday, 1847).
- Callicore denina Hewitson.
- Callicore discrepans Stichel.
- Callicore eucale Fruhstorfer.
- Callicore eunomia (Hewitson, 1853).
- Callicore excelsior (Hewitson, 1857).
- Callicore faustina (Bates, 1866).
- Callicore felderi Hewitson, 1864.
- Callicore guatemalena (Bates, 1866).
- Callicore hesperis (Guérin-Ménéville, 1844).
- Callicore hydamis Godart.
- Callicore hydaspes (Drury, 1782).
- Callicore hystaspes (Fabricius, 1781).
- Callicore ines Hopp.
- Callicore levi Dillon.
- Callicore lyca (Doubleday, 1847).
- Callicore maronensis.
- Callicore maximilla Fruhstorfer.
- Callicore mengeli Dillon.
- Callicore michaeli Staudinger.
- Callicore mionina (Hewitson, 1855).
- Callicore oculata Guénée.
- Callicore pacifica (Bates, 1866).
- Callicore patelina (Hewitson, 1853).
- Callicore peralta (Dillon, 1948).
- Callicore pitheas (Latreille, 1813).
- Callicore pygas (Godart, 1824).
- Callicore selima Guénée.
- Callicore sorana (Godart, 1832).
- Callicore texa (Hewitson, 1855).
- Callicore tolima (Hewitson, 1852).
- Callicore transversa Röber.